# Light as a Feather (Crosses)
Light as a Feather è un singolo del gruppo musicale statunitense Crosses, pubblicato il 15 settembre 2023 come secondo estratto dal secondo album in studio Goodnight, God Bless, I Love U, Delete..

## Promozione
Un'anteprima del brano è stata diffusa dal suo sui social network il 12 settembre, giorno in cui sono state mostrare alcune scene del video musicale. Tre giorni più tardi è stato pubblicato digitalmente accompagnato dalla b-side Ghost Ride, anch'essa facente parte della lista tracce dell'album.

## Video musicale
Il video, reso disponibile contemporaneamente al lancio del singolo, è stato nuovamente diretto da Shaun Lopez e Lorenzo Diego Carrera e mostra scene il duo eseguire il brano in una stanza bianca con altre in cui lo stesso e una donna (interpretata da Thais Molon) sono separatamente chiusi in un'altra stanza piena di palloncini.

## Tracce
Testi di Chino Moreno, musiche dei Crosses, eccetto dove indicato.
1. Light as a Feather – 3:09
2. Ghost Ride – 4:10 (Crosses, Daniel Alm)

Traccia bonus nell'edizione di Spotify
1. Invisible Hand – 3:54

## Formazione
Hanno partecipato alle registrazioni, secondo le note di copertina di Goodnight, God Bless, I Love U, Delete.:
Gruppo
- Chino Moreno – voce, strumentazione, programmazione
- Shaun Lopez – strumentazione, programmazione

Produzione
- Crosses – produzione
- Clint Gibbs – missaggio
- Shaun Lopez – produzione e ingegneria parti vocali
- Eric Broyhill – mastering